# Stadion Čair
El Stadion Čair (en cirílico: Стадион Чаир) es un estadio multiusos de Niš, Serbia. Se utiliza principalmente para la práctica del fútbol y es sede del Radnički Niš. El estadio fue inaugurado en 1963, pero entre 2011 y 2013, fue sometido a una importante remodelación, tras la cual la capacidad del estadio es de 18 151 espectadores sentados. El estadio forma parte del Complejo Deportivo Čair que incluye una piscina cubierta y un pabellón de deportes.

## Historia
El estadio fue construido en 1963 y tenía una capacidad inicial para 40 000 espectadores. En junio de 2012, la Asociación de Fútbol de Serbia anunció que Čair sería la sede de la selección nacional de Serbia en su partido de clasificación para la Copa Mundial de fútbol de 2014 contra Escocia, el 26 de marzo de 2013. Sin embargo, el partido fue fijado, posteriormente, en el estadio Karađorđe después de que se anunciase que el estadio Čair no cumplía con todas las normas de la UEFA hasta mayo de 2013. El estadio albergó su primer partido de fútbol después de nueve años el 15 de septiembre de 2012, en el que el Radnički Niš derrotó al FK Smederevo 1-0 frente a 7000 espectadores.

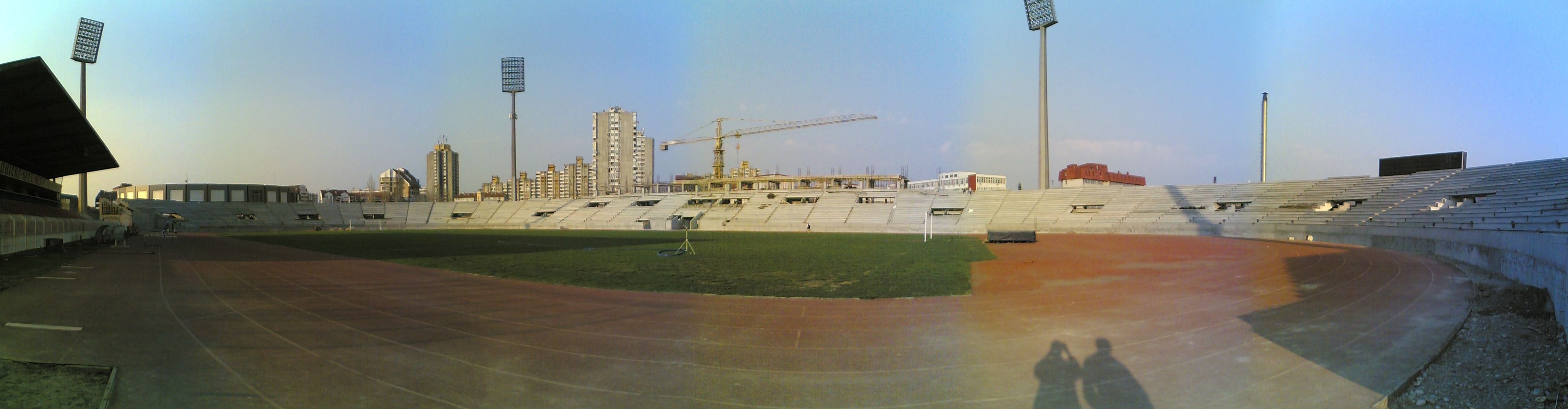
El Stadion Čair durante la fase de remodelación (2012).

Los trabajos de remodelación en el Stadion Čair comenzaron durante el segundo semestre de 2011, en un ambicioso proyecto de la Asociación de Fútbol de Serbia y la ciudad de Niš para reemplazar la decadente infraestructura en óptimas instalaciones deportivas. Se proyectó que el estadio tuviese una capacidad para 18 151 espectadores, todos ellos sentados. El costo del proyecto fue de 1,1 millones de dinares serbios (aproximadamente 10 millones de euros). Tras su finalización, el nuevo estadio cumple con las normas básicas de la UEFA para albergar partidos internacionales. El 18 de diciembre de 2012, se anunció que la ciudad de Niš dedicará 250 millones de dinares serbios más a la tribuna oeste de 9500 localidades de nueva construcción a construirse en 2013, lo que elevaría la capacidad del estadio a 25 003 espectadores.